# Eparchie melekesská
Eparchie melekesská je eparchie ruské pravoslavné církve nacházející se v Rusku.

## Území a titul biskupa
Zahrnuje správní hranice území městského okruhu Dimitrovgrad a Melekesského, Novomalyklinského, Sengilejevského, Staromajnského, Těreňgulského a Čerdaklinského rajónu Uljanovské oblasti.
Eparchiálnímu biskupovi náleží titul biskup melekesský a čerdaklinský.

## Historie
Dne 6. září 1923 byla dekretem Nejsvětějšího synodu zřízen melekesský vikariát samarské eparchie. Vikariát zanikl v 30. letech 20. století.
Dne 26. července 2012 byla rozhodnutím Svatého synodu zřízena samostatná melekesská eparchie. Stala se součástí nově vzniklé simbirské metropole.
Prvním eparchiálním biskupem se stal jeromonach Diodor (Isajev), duchovní simbirské eparchie.

## Seznam biskupů

### Melekesský vikariát samarské eparchie
- 1923–1927 Pavel (Vveděnskij)
- 1927–1928 Nikolaj (Ipatov)
- 1928–1928 Georgij (Anisimov)
- 1928–1928 Amfilochij (Skvorcov), svatořečený mučedník

### Melekesský vikariát uljanovské eparchie
- 1929–1932 Amvrosij (Kazanskij)
- 1932–1934 Serafim (Zborovskij)
- 1934–1935 Artemon (Jevstratov)
- 1935–1935 Arkadij (Jeršov), svatořečený mučedník

### Melekesská eparchie
- 2012–2013 Prokl (Chazov), dočasný administrátor
- od 2013 Diodor (Isajev)